# ادريس مصطفى انيدي
أدريس مصطفى آنيدي (بالفرنسية: Idrissou Moustapha Agnidé)‏ (ولد 31 كانون الأول 1981)، لاعب كرة قدم سابق محترف في بنين لعب كلاعب خط وسط.
لعبت سابقًا عدة مواسم لنادي فيتريه الرياضي ‏ الفرنسي في الدوري الفرنسي الدرجة الرابعة، لعب لمنتخب بنين الوطني في كأس الأمم الأفريقية 2004.

## روابط اضافية
- ادريس مصطفى انيدي على فرق كرة القدم الوطنية.كوم
- ادريس مصطفى انيدي على موقع قاعدة بيانات كرة القدم.إي يو (الإنجليزية)
- ادريس مصطفى انيدي على موقع ناشيونال فوتبول تيمز (الإنجليزية)